# Poysdorf
Poysdorf è un comune austriaco di 5 507 abitanti nel distretto di Mistelbach, in Bassa Austria; ha lo status di città (Stadtgemeinde).

## Geografia antropica

### Frazioni
Il comune contiene dieci frazioni (fra parentesi il numero di abitanti al 31 ottobre 2011): Altruppersdorf (359), Erdberg (270), Föllim (156), Ketzelsdorf (207), Kleinhadersdorf (410), Poysbrunn (368), Poysdorf (2559), Walterskirchen (471), Wetzelsdorf (528) e Wilhelmsdorf (191); i comuni catastali (Katastralgemeinden) in cui è ripartito il territorio comunale sono Altruppersdorf, Erdberg, Föllim, Höbertsgrub, Ketzelsdorf, Kleinhadersdorf, Passauerhof, Poysbrunn, Poysdorf, Walterskirchen, Wetzelsdorf e Wilhelmsdorf.